# Overbooking
Overbooking, in italiano anche sovrapprenotazione o sovraprenotazione, è un termine usato principalmente dalle compagnie aeree, ma anche in altri ambiti, come ad esempio l'industria alberghiera, per definire situazioni in cui si accettano prenotazioni al di sopra delle capacità effettive dell'aeromobile o della struttura ricettiva.
È una tecnica tipica della gestione dei ricavi e "mira ad aumentare l'utilizzazione dei contingenti in un sistema che preveda delle prenotazioni le quali facciano rilevare una certa probabilità che non vadano a buon fine". In altre parole, serve a migliorare il coefficiente di riempimento dei posti (load factor) e, quindi, ad aumentare i guadagni.

## Descrizione
L'overbooking consiste nell'accettare prenotazioni oltre il numero di posti realmente a disposizione, considerando la probabilità che al momento dell'imbarco alcuni passeggeri non si presentino, sia per annullamenti o per cambi di prenotazioni prima del volo, sia per mancata presentazione al check-in (tecnicamente no-show).
L'overbooking è differente dall'inserimento in lista d'attesa, condizione in cui il passeggero che prenota viene informato della situazione e accetta di essere inserito in coda in attesa di posti che si rendano liberi per annullamenti o cambi.
Ancora differente è il caso dei biglietti per i dipendenti (staff ticket), o biglietti emessi con sconti particolari per cui il passeggero si imbarca solo quando tutti gli altri passeggeri abbiano effettuato il check-in e l'handling agent abbia verificato la disponibilità di posti liberi sull'aeromobile.
La prenotazione, quindi, non assicura la disponibilità del posto: solo l'operazione di check-in e la corrispettiva emissione della carta d'imbarco assicura che il posto venga assegnato definitivamente.
Fu l'economista Julian Simon che per primo propose pubblicamente alle compagnie aeree d'incentivare i viaggiatori a rinunciare al loro posto sui voli in caso di overbooking, anziché lasciare alcuni passeggeri a terra a caso (pratica denominata bumping). Sebbene l'industria del trasporto aereo di passeggeri negli Stati Uniti abbia inizialmente respinto la proposta, il suo suggerimento venne accolto successivamente con gran successo, come narra Milton Friedman nella sua Prefazione al libro di Simon  The Ultimate Resource II.

## Conseguenze
La procedura di overbooking non è vietata né perseguibile. Le compagnie applicano le proprie normative interne per le tariffe da applicare e per i rimborsi in caso di mancato imbarco per sovrapprenotazione. Dal 2005 la situazione per il passeggero è migliorata almeno per l'Europa: con il regolamento CE n.261/2004 i diritti dei passeggeri vengono tutelati nel modo seguente:
- Scelta tra il rimborso del biglietto qualora il viaggio sia diventato inutile (nonché, ove necessario, a un volo di ritorno verso il punto di partenza iniziale) e un volo alternativo, non appena possibile, verso la destinazione finale, o a un volo alternativo a una data successiva di suo gradimento.
- Compensazione pecuniaria di:
  - 250 € per tutte le tratte aeree inferiori o pari a 1500 km
  - 400€ per tutte le tratte intracomunitarie superiori a 1500 km e tutte le altre comprese tra 1500 e 3500 km.
  - 600 € per tutte le altre tratte.

Tale indennità forfettaria può essere ridotta del 50%, qualora il passeggero si sia imbarcato su un volo alternativo che gli consenta di raggiungere la destinazione finale con un orario d'arrivo che non superi rispettivamente di 2 ore sub 2a), 3 ore sub 2b) o 4 ore sub 2c), l'orario d'arrivo del volo originario prenotato.
- la compagnia aerea è tenuta a prestare assistenza, cioè a fornire al passeggero a titolo gratuito:
  - pasti e bevande in relazione alla durata dell'attesa;
  - la sistemazione in albergo e relativo trasporto nel caso in cui si rendano necessari uno o più pernottamenti;
  - due chiamate telefoniche o due messaggi via telex, fax o posta elettronica.

Questo regolamento, tuttavia, non si applica nei casi in cui il passeggero sia stato avvertito preventivamente del rischio di mancato imbarco (e.g. lista d'attesa).